# Dhenkanal (huyện)
Huyện Dhenkanal là một huyện thuộc bang Odisha, Ấn Độ. Thủ phủ huyện Dhenkanal đóng ở Dhenkanal. Huyện Dhenkanal có diện tích 4597 ki lô mét vuông. Đến thời điểm năm 2001, huyện Dhenkanal có dân số 1065983 người.